# Worton, Maryland
Worton är en ort i Kent County, Maryland, USA.